# Oyeu
Oyeu är en kommun i departementet Isère i regionen Auvergne-Rhône-Alpes i sydöstra Frankrike. Kommunen ligger i kantonen Virieu som tillhör arrondissementet La Tour-du-Pin. År 2022 hade Oyeu 1 092 invånare.

## Befolkningsutveckling
Antalet invånare i kommunen Oyeu
Referens:INSEE